# Mohammad Taqi Mesbah Yazdi
Mohammad-Taqi Mesbah-Yazdi (Perzisch: محمدتقی مصباح‌ یزدی; Yazd, 31 januari 1934 – Teheran, 1 januari 2021) was een Iraans ayatollah en sjiitische imam. Sinds 1975 heeft hij verschillende academische instituten opgericht, geleid en lesgegeven. Tot zijn dood was hij de hoofd van het ‘Imam Khomeini Education and Research Institute’ in Qom. Hij is de auteur van vele werken over islamitische en vergelijkende filosofie, theologie, ethiek en de exegese van de koran. Een van zijn boeken gaat over islamitische theologie en is in het Engels vertaald als ‘Theological Instructions‘.
Sinds 1963 is Mesbah Yazdi ook aanwezig in de Iraanse politiek. In de eerste jaren hield hij zich vooral bezig met verzamelen van petities tegen de Witte Revolutie. In 1997, na de verkiezing van president Mohammad Khatami, moedigde hij de Iraanse Revolutionaire Garde en Hezbolli aan om op alle mogelijke manieren een einde te maken aan de hervormingsopwinding, ook met geweld. Na de neergang van de hervormingsbeweging in 2003, boekten zijn aanhangers winst bij lokale en parlementsverkiezingen. In 2005 steunde Mesbah Yazdi het presidentiële bod van Mahmoud Ahmadinejad en verwierf vervolgens "directe invloed" in de Iraanse regering door de benoeming van loyale supporters na de overwinning van Ahmadinejad.
- Gemeinsame Normdatei: 115495479
- International Standard Name Identifier: 0000 0000 8280 2496
- Library of Congress Control Number: n87827668
- Nationale Bibliotheek van Israël: 987007257288005171
- Nederlandse Thesaurus van Auteursnamen: 207228833
- Virtual International Authority File: 281613674